# Internationale luchthaven Charlotte-Douglas

Plattegrond van de luchthaven

De Internationale luchthaven Charlotte-Douglas of Charlotte-Douglas International Airport is een vliegveld 10 km ten westen van Charlotte (North Carolina). De Douglas in de naam verwijst naar voormalig burgemeester Ben Elbert Douglas, Sr. De luchthaven is eveneens een militairevliegbasis, en basis voor de 145th Airlift Wing. In 2010 verwerkte de luchthaven 38 miljoen passagiers. Dit maakt Charlotte-Douglas het op vierentwintig na drukste vliegveld van de wereld en het op tien na drukste vliegveld van de Verenigde Staten.
De luchthaven heeft 5 pieren met in totaal 105 gates. Het is de belangrijkste hub voor American Airlines.